# Chromocryptus paranae
Chromocryptus paranae là một loài tò vò trong họ Ichneumonidae.